# Каннський кінофестиваль 2022
Каннський кінофестиваль 2022 — це 75-й щорічний кінофестиваль, що проводився в Каннах, Франції з 17 по 28 травня 2022 року.

## Журі

### Повний склад журі основного конкурсу[1]
- Венсан Ліндон — голова журі; на Каннському фестивалі 2015-го року отримав приз за найкращу чоловічу роль, а в 2021-му фільм «Титан» з ним в головній ролі сенсаційно отримав «Золоту пальмову гілку».
- Ребекка Голл — британська акторка, яка минулого року дебютувала як режисерка з картиною Passing та отримала величезне схвалення критиків.
- Нумі Рапас — шведська акторка, зірка фільму «Агнець», що минулого року отримав спеціальний приз за оригінальність у секції «Особливий погляд».
- Асгар Фархаді — іранський режисер, двократний лауреат премії «Оскар» в номінації «Найкращий міжнародний фільм». Минулого року його «Герой» узяв Гран-прі (другу за значущістю після «Золотої гілки» нагороду) в основному конкурсі Канн.
- Джефф Ніколс — американський незалежний режисер, автор стрічок «Укриття», «Лавінг» та «Мад». Останні два було відібрано до основного конкурсу Канн в 2012-му і 2016-му роках відповідно.
- Йоакім Трієр — режисер стрічки «Найгірша людина у світі», що у цьому році отримала номінації на «Оскар» у категорії «Найкращий міжнародний фільм» і «Найкращий оригінальний сценарій».
- Лєдж Лі — французький режисер, в 2019-му отримав в Каннах приз журі основного конкурсу за фільм «Знедолені».
- Діпіка Падуконе — індійська акторка, яку, окрім боллівудських фільмів, можна було зустріти у стрічці «Три ікси: Реактивізація».
- Жасмін Трінка — італійська акторка, режисерський дебют якої відбудеться на цьогорічному фестивалі в категорії «Спеціальні покази».

### Особливий погляд[2][3]
- Валерія Голіно — італійська акторка, режисерка і продюсерка, голова журі.
- Бенджамін Біоле — французький співак, автор пісень, актор і продюсер.
- Дебра Гранік — американський режисер.
- Йоанна Куліг — польська акторка.
- Едгар Рамірес — венесуельський актор і продюсер.

### Золота камера[2]
- Россі де Пальма — іспанська акторка, голова журі.
- Наташа Хрошіцкі — французький генеральний директор Arri France.
- Люсьєн Жан-Батист — французький режисер, сценарист і актор.
- Жан-Клод Лар'є — французький кінооператор.
- Семюель Ле Біан — французький актор.
- Олів'є Пеліссон — французький кінокритик.
- Елеонора Вебер — французький режисер і письменник.

## Незалежне Журі[2][4]

### Міжнародний тиждень критики
- Каутер Бен Ханія, туніський режисер і сценарист, голова журі
- Бенуа Дебі, бельгійський кінооператор
- Бенедикт Ерлінгссон, ісландський режисер
- Ху Мун Юн, корейський кінокритик і директор Міжнародного кінофестивалю в Пусані
- Аріана Лабед, французько-грецька акторка

### Золоте око
- Катрін Корсіні, французький режисер і сценарист, голова журі
- Джаніс Бузяні, французький актор, режисер і сценарист
- Марілу Дюпоншель, французька журналістка
- Стефан Рітхаузер, швейцарський режисер
- Пол Стратерс, австралійський продюсер

### Queer Palm
- Агнешка Голланд, польська режисерка, голова журі
- П'єр Деладоншан, французький актор
- Хічам Фалах, марокканський генеральний директор Міжнародного фестивалю документального кіно в Агадірі
- Ірина Цілик, українська режисерка та письменниця
- Алекс Вісенте, іспанський кінокритик

## Фільми

### Основний конкурс[5]
| Назва фільму українською | Оригінальна назва     | Режисер                                   |
| ------------------------ | --------------------- | ----------------------------------------- |
| «Час Армагеддону»        | Armageddon Time       | Джеймс Грей                               |
| «Брокер»                 | 브로커                | Хірокадзу Корееда                         |
| «Закрити»                | Close                 | Лукас Донт                                |
| «Злочини майбутнього»    | Crimes of the Future  | Девід Кроненберг                          |
| «Рішення піти»           | Decision to Leave     | Пак Чхан-ук                               |
| «Святий павук»           | Holy Spider           | Алі Аббасі                                |
| «Вісім гір»              | Le otto montagne      | Фелікс ван Ґронінґен, Шарлотта Вандермерс |
| «Мама і син»             | Un petit frere        | Леонор Серрай                             |
| «R.M.N.»                 | «R.M.N.»              | Крістіан Мунджіу                          |
| «Показ»                  | Showing Up            | Келлі Райкарт                             |
| «Зірки опівдні»          | The Stars at Noon     | Клер Дені                                 |
| «Муки на островах»       | Tourment sir les îles | Альберт Серра                             |
| «Торі та Локіта»         | Tori et Lokita        | Брати Дарденн                             |
| «Трикутник смутку»       | Triangle of Sadness   | Рубен Естлунд                             |

### Особливий погляд[5]
- Матьє Вадп'єда «Батько та солдат» — фільм-відкриття
- Максим Наконечний «Бачення метелика»
- Райлі Кіо та Джини Геммелл «Бойовий поні»
- Маха Хадж «Середземноморська лихоманка»
- Мар'ям Тузані «Блакитний кафтан»
- Деві Чоу «Всі люди, якими я ніколи не стану»
- Глинур Пальмасон «Божа земля»
- Марі Кройцер «Корсаж»
- Емілі Атеф «Більше ніж будь-коли»
- Емін Елпер «Пекучі дні»
- Томас М. Райт «Незнайомець»
- Крістоффер Борглі «Набрид сам собі»
- Агнешка Смочинська «Мовчазні близнючки»

### Спеціальні покази[5]
- Джозеф Косінскі — «Найкращий стрілець: Маверік»
- Баз Лурманн — «Елвіс»
- Джордж Міллер — «Три тисячі років туги»
- Бретт Морген — документалки про Девіда Бові Moonage Daydream

## Україна

### Павільйон
17 травня розпочав свою роботу Український павільйон. Спеціально для роботи Українського павільйону був підготовлений інтерактивний каталог із більш ніж 200 українських проєктів і сервісів

#### Програма[6]
19 травня — дискусія Cancelling Russian Culture: Cinema as an Instrument of Russian Propaganda and War: Під час дискусії представники української кіноспільноти обґрунтують позицію нашої держави щодо неприпустимості сьогодні давати можливість представникам країни-агресора бути присутніми на міжнародній культурній арені.
20 травня — презентація Discover Ukraine: спікери розказали про можливості для співпраці з Україною в умовах війни (в галузях постпродакшну, анімації, VFX, адаптації, сервісів для кіно, що зараз доступні для роботи).
22 травня — дискусія Women In Industry з Сахрою Карімі. Обговорення аспектів гендерного питання в кіногалузі й розгляд його крізь призму війни,
24 травня -  благодійний вечір-аукціон: гості зможуть  долучитись до збору коштів, які будуть спрямовані на підтримку України.

### Промова президента[7]
На знак підтримки України фестиваль запросив виступити президента України Володимира Зеленського. Йому вдалось розчулити гостей, процитувавши відомий монолог Чарлі Чапліна зі стрічки «Великий диктатор»:
«Кіно мовчатиме чи буде говорити?.. Наші міста зруйновані не віртуальною графікою. Багато українців стали Гвідо й намагаються пояснити дітям, чому доводиться ховатися в підвалі. Багато українців стали такими, як Альдо Рейн. Земля нашої країни вже пошматована тисячами окопів. Звичайно, ми й далі битимемося. І в нас немає іншої альтернативи, ніж виборювати свободу. І я впевнений, що диктатор програє.
Але мають прозвучати слова, як у 1940-му. Прозвучати з усіх екранів вільного світу. Потрібен новий Чаплін, який доведе й зараз, що кінематограф перестав бути німим»

### Фільм «Маріуполіс-2»[8]
Прем'єра стрічки «Маріуполіс 2» відбулася у Каннах. Це робота литовського кінорежисера Мантаса Кведаравічуса, якого 2 квітня росіяни розстріляли у Маріуполі. Його друзі та колеги змонтували фільм.
Йому вдалося відзняти матеріал для кіно. «З величезною силою та чутливістю „Маріуполіс 2“ зображає життя, що триває серед бомбардувань, і відкриває образи, які передають і трагедію, і надію», — зазначає творча група фільму.

### Українські фільми[9]
Організатори заходу заявили, що Україна буде у фокусі програми. Протягом фестивалю світ побачить не одну, а п'ять українських фільмів.
1. «Памфір» — режисер Дмитро Сухоліткий-Собчук
2. «Бачення метелика» — режисер Максим Наконечний
3. «Маріуполіс 2» — режисер Мантас Кведаравічус
4. «Залізна сотня» — режисер Юлія Гонтарук
5. «Світ для Ніні» — Жанна Максименко-Довгіч

### (Comme Z)[10]
Мішель Хазанавічус змінив назву свого фільму Comme Z на Cut (Ріж), адже вона асоціюється із літерою Z, яку Росія використовує як свастику у своїй війни проти України. Цей фільм — французький римейк японськой комедії про зомбі Зйомки без гальмів (2017).

## Цікаві факти[11]
- Уперше за останні роки проходить у традиційному форматі (через Covid-19)
- Є останнім для його багаторічного директора П'єра Лескюра, який іде у відставку
- Фестиваль відкрив фільм французького режисера Мішеля Хазанавічюса, якому на прохання офіційного звернення Українського інституту довелося перейменувати свою стрічку із «Z» у «Coupez!»
- За головну нагороду змагається всього 21 фільм
- Ірина Цілик — перша в історії українка, яка увійшла до складу журі нагороди Каннського кінофестивалю «Золоте око»
- Через початок повномастштабної війни російські делегації не будуть допущені на фестиваль, а російські журналісти не отримали акредитацію